# Josselin de Porhoët
Pour les articles homonymes, voir Josselin.
Josselin Ier (de son nom latin Goscelinus ou franc Gauzilin) est vicomte de Rennes et seigneur de Porhoët de 1032 environ à sa mort en 1074. Il est inhumé à Redon.

## Biographie
Fils et successeur de Guethenoc de Porhoët et de son épouse Alarun, Josselin donne son nom à la nouvelle ville de Josselin édifiée autour de son château et de sa fondation religieuse.
Evoluant sous le règne d'Alain III de Bretagne, puis, à partir de 1040, de Conan II de Bretagne, il participe à la bataille d'Hastings et à la conquête de l'Angleterre de Guillaume le Conquérant. Il reçoit des terres dans le Bedfordshire, le Buckinghamshire et le Gloucestershire, et la ville de Caerwent. Il est encore souvent mentionné dans les actes avec le titre de « vicomte de Rennes ». Il est de plus le fondateur vers 1050/1060 du prieuré de Sainte-Croix implanté à proximité de son château et crée en faveur de l'Abbaye Saint-Sauveur de Redon. Il apparaît dans l'acte de donation avec ses fils Mainguy, évêque de Vannes, Roger et Eudon, ainsi que Perennès, l'abbé de Redon.
Profitant de son influence, mais également d'un affaiblissement du pouvoir ducal à partir de Conan II, il a probablement  obtenu son accord afin de construire un château sur ses terres familiales de Josselin.

### Union et descendance
Il aura pour descendants:
- Son successeur, Eudon Ier de Porhoët,
- Mainguy de Porhoët, évêque de Vannes,
- Jostho,
- Roger.